# The Encore
The Encore ist ein Wolkenkratzer auf der West Side von Manhattan in New York City, Vereinigte Staaten. Der luxuriös ausgestattete Wohnturm beherbergt 258 Mietwohnungen.

## Beschreibung
Das Gebäude befindet sich im Stadtteil Upper West Side an der Amsterdam Avenue zwischen der West 60th und West 61st Street im Viertel Lincoln Square. Er steht im selben Stadtblock wie die Fordham University at Lincoln Center, wo die juristische Fakultät der Hochschule untergebracht ist. Etwa 100 Meter nördlich steht das in derselben Architektur errichtete, aber höhere Schwestergebäude Hawthorn Park. Der Wohnturm zählt zum Bereich des einen Block entfernten Kulturzentrum Lincoln Center.
Das von den Architekten der Stephen B. Jacobs Group (SBJ Group) entworfene Wohngebäude wurde 2016 fertiggestellt. Auftraggeber und gleichzeitig Besitzer ist das Immobilienunternehmen Glenwood Management. Der Turm ist 162,5 m (533 Fuß) hoch und hat 48 Etagen. Der Baustil und die beigefarbenen Materialien der Fassade sind den Gebäuden der Universität und des Lincoln Centers angepasst. Der Wolkenkratzer hat einen zweigeschossigen mit Ziegel- und Kalkstein verkleideten Sockel, darüber besteht die Fassade aus Ziegelstein. Das Gebäude hat ab der dritten Etage raumhohe Eckfenster sowie eine abgestufte Gebäudekrone. Der Eingang befindet sich in der West 60th Street. The Encore beherbergt 258 luxuriöse Mietwohnungen. Der Turm bietet für seine Bewohner unter anderem ein Fitnesscenter, einen Pool im Dachgeschoss mit Giebeldachfenster und angrenzender Sonnenterrasse im Freien, möblierte Lounge mit Küche, ein Kinderspielzimmer, eine Wäscherei, Fahrrad- und Gepäckraum und einen Parkservice.
The Encore entstand an der Südwestecke des Stadtblocks, das zum großen Teil vom Campus der Fordham University eingenommen wird. Der Wohnturm ist in der Nachhaltigkeit umweltfreundlich LEED-zertifiziert.

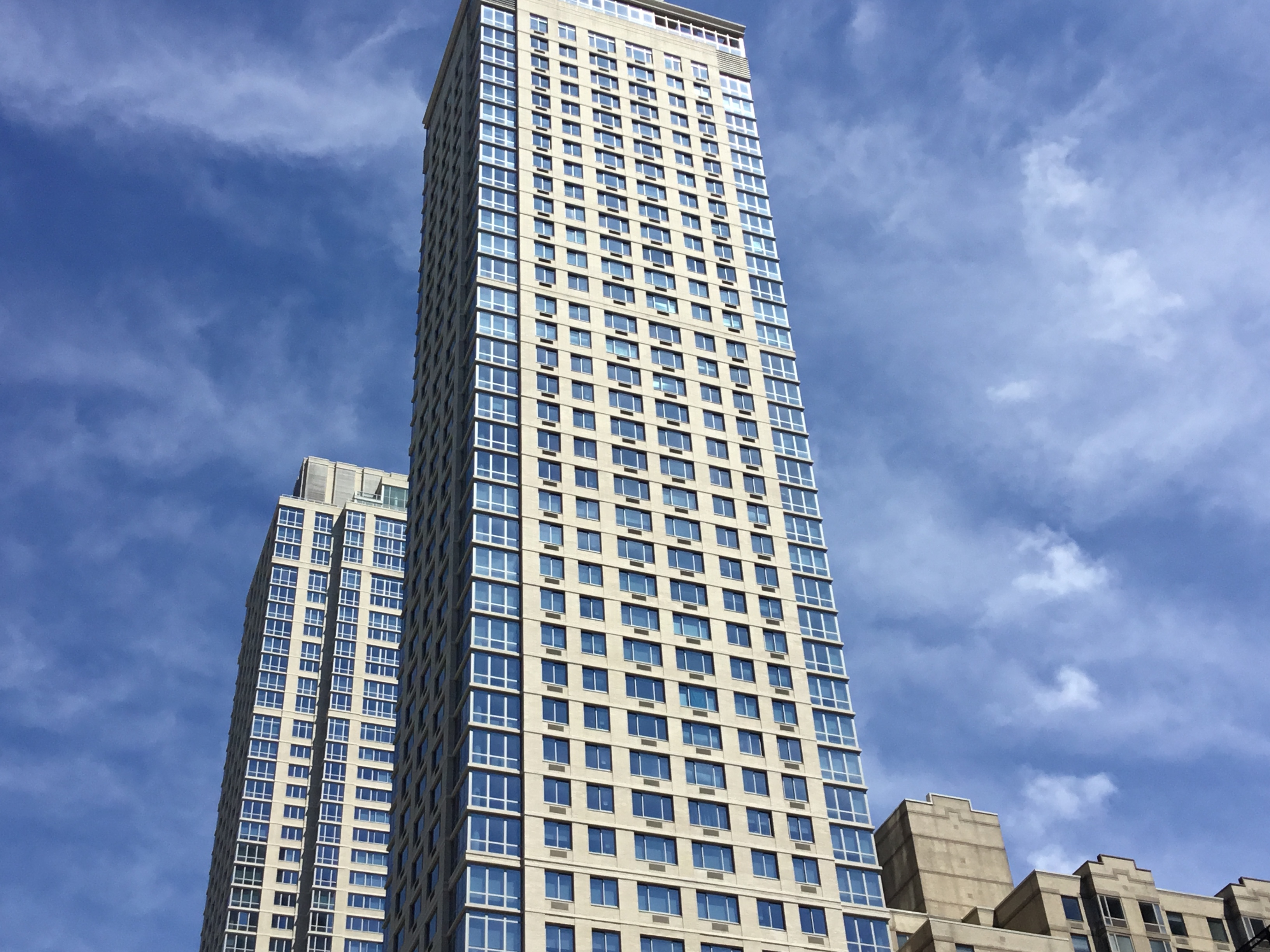
The Encore im Jahr 2022, dahinter das Schwestergebäude Hawthorn Park.